# База облака
База облака је најнижа релативна висина на којој се налази видљиви део облака. Традиционално се изражава било у метрима (m) или у стомапа (ft) изнад трена (или Земљине површине), било као одговарајући притисак у хектопаскалима (hPa).

## Мерење
Висина базе облака може бити процењена на основу мерења. Савремени инструменти за аутоматско мерење базе облака садрже посебно пројектоване ласерске системе који се називају облакомери.

## Временски и климатски значај
У издефинисаној ваздушној маси многи облаци (па чак и већина) могу имати сличне базе облака јер на ову променљиву у великој мери утичу термодинамичка својства посматране ваздушне масе, која је релативно хомогена ако се посматра на довољно великом простору. Ово не важи за врх облака, који може знатно да варира од облака до облака, пошто дебљина облака зависи од јачине локалне конвекције.
Облаци у великој мери утичу на пренос зрачења у атмосфери. У домену топлотног спектра, вода је јак апсорбер (а тиме и емитер, у складу са Кирхофовим законом топлотног зрачења). Отуда облаци размењују топлотно зрачење између својих база и Земљине површине (копна или океана) апсорбујући и реемитујући инфрацрвено зрачење на преовладавајућој температури: што је нижа база облака, топлије су честице облака и већа је стопа емисије. Ако желите синтезну расправу о утицају облака (а посебно улогу базе облака) на климатски систем, IPCC Third Assessment Report, посебно поглавља 7.2.
База облака је важна метеоролошка променљива за безбедност ваздухопловства, пошто се на основу ње одређује да ли пилоти могу да се служе правилима визуелог летења (ПВЛ) или пак морају да следе правилима инструменталног летења приликом полетања и слетања.